# Stakenberg

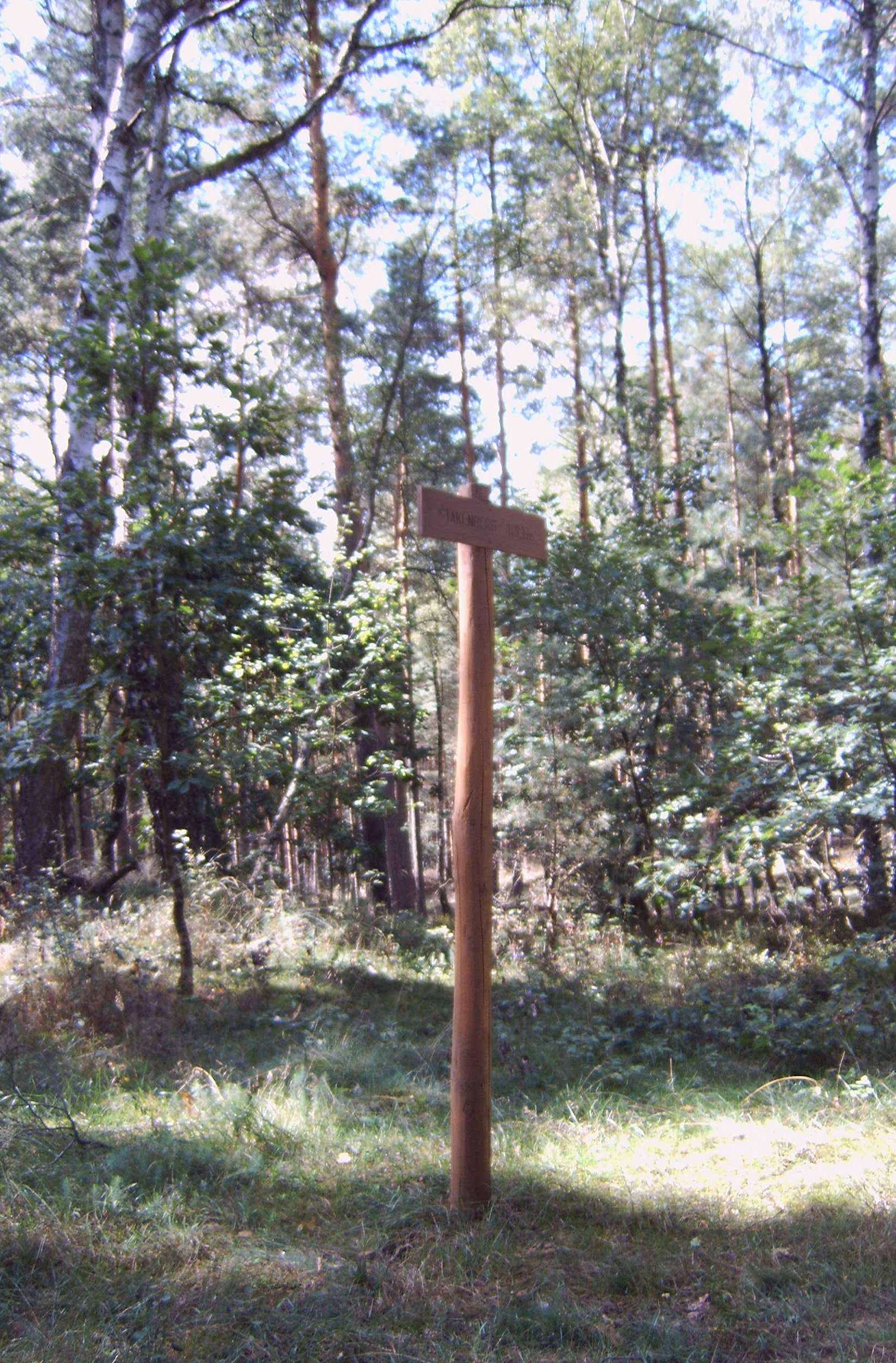
Gipfel des Stakenbergs

Der Stakenberg ist eine Erhebung in den Hellbergen in Sachsen-Anhalt.
Mit 148,3 Metern ist der auch als Großer Stakenberg bezeichnete Berg die zweithöchste Erhebung dieser Hügellandschaft. Der Hügel entstand während der Eiszeit, als große Gletscher Geröllmassen bis hierher schoben und eine Endmoränenlandschaft hinterließen.
Vom bewaldeten Stakenberg besteht am östlichen Abstieg zum Ochsenkeller eine gute Aussicht nach Osten. Auf dem zur Gemarkung Zichtau gehörenden Berg selbst befindet sich ein Schild mit der amtlichen Höhenangabe.
Historisch ist belegt, dass es 1597 einen Streit zwischen der Gemeinde Breitenfeld und der zum damaligen Zeitpunkt die Burg Klötze innehabenden Familie von der Schulenburg über die Nutzung des Holzes auf der Anhöhe gab. Die Schulenburgs wollten auf dem als Staagenberge bezeichneten Berg Bauholz entnehmen. Nach längeren Verhandlungen konnte sich Breitenfeld durchsetzen. Später gelangte der Berg zum von der Familie von Alvensleben geführten Gut Zichtau.